# Groß Garz
Seehausen là một thị xã thuộc huyện Stendal, bang Sachsen-Anhalt, Đức. Đô thị Groß Garz có diện tích km², dân số thời điểm ngày 31 tháng 12 năm 2006 là người.It is situated cự ly khoảng 22 km về phía tây của Stendal.
Seehausen là thủ phủ của Verwaltungsgemeinschaft Seehausen (Altmark).